# 軟鱗櫛鱗鰨
軟鱗櫛鱗鰨為輻鰭魚綱鰈形目鰨亞目鰨科的其中一種，為亞熱帶海水魚，分布於西南太平洋澳洲新南威爾斯海域，棲息深度4-10公尺，體長可達10.2公分，棲息在底層海域，生活習性不明。